# كريستوفر آبوت
كريستوفر جيكوب آبوت (بالإنجليزية: Christopher Jacob Abbott) مواليد (فبراير، 1986) ممثل أمريكي.

## حياته الشخصية
يُقيم آبوت في مدينة نيويورك ومنذ 2015، واعد الممثلة البريطانية أوليفيا كوك.

## وصلات خارجية
- كريستوفر آبوت على موقع IMDb (الإنجليزية)
- كريستوفر آبوت على موقع ألو سيني (الفرنسية)
- كريستوفر آبوت على موقع أول موفي (الإنجليزية)
- كريستوفر آبوت على موقع قاعدة بيانات الفيلم (الإنجليزية)
- كريستوفر آبوت على موقع كينوبويسك (الروسية)